# شتاکندورف
شتاکندورف (به آلمانی: Stakendorf) یک شهر در آلمان است که در پلون واقع شده‌است. شتاکندورف ۴۴۶ نفر جمعیت دارد.